# هیدرودینامیک ژئوفیزیکی

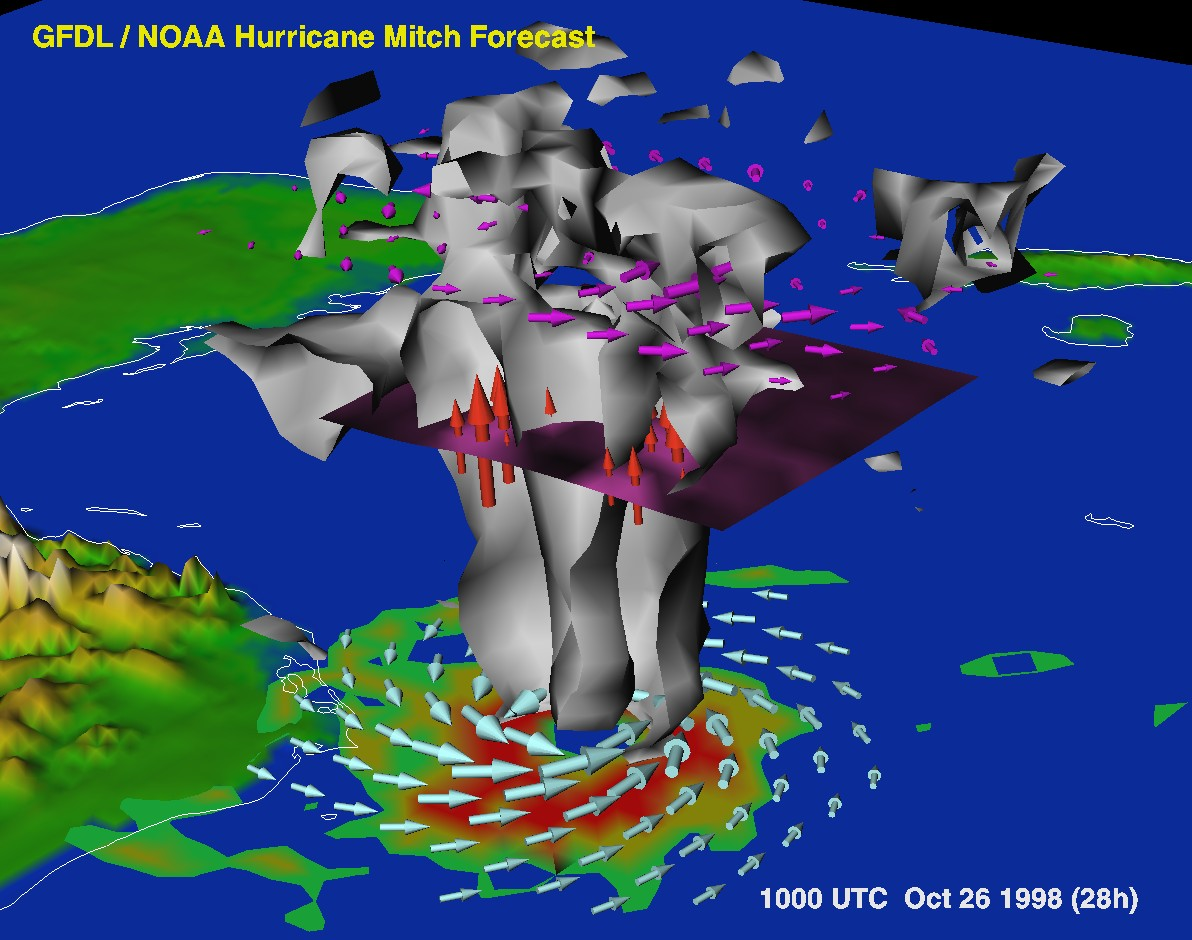
.
مدل پیش‌بینی توفند میچ (Hurricane Mitch) که توسط آزمایشگاه دینامیک ژئوفیزیک سیالات ایجاد شده‌است. فلش‌ها بردارهای باد و درجهٔ حرارت هستند و سایه خاکستری سطح معادل دمای پتانسیل را نشان می‌دهد که لایه ورودی سطح و ناحیهٔ چشم توفند را برجسته می‌کند.

هیدرودینامیک ژئوفیزیکی یا دینامیک شاره‌ای ژئوفیزیکی؛ (انگلیسی: Geophysical fluid dynamics)، به معنای گسترده‌ترین معنای آن، به پویایی سیال جریان‌هایی که به‌طور طبیعی جریان دارند، مانند جریان گدازه‌ها، اقیانوس‌ها و اتمسفرهای سیاره‌ای، روی زمین و دیگر سیاره‌ها اشاره دارد.
دو ویژگی فیزیکی که برای بسیاری از پدیده‌های مورد بررسی در دینامیک سیال ژئوفیزیکی مشترک است یکی چرخش مایع به‌دلیل چرخش سیاره‌ای، و دیگری لایه‌بندی لایه‌های آب است. کاربردهای هیدرودینامیک ژئوفیزیکی عموماً گردش گوشته را در نظر نمی‌گیرد زیرا به موضوع ژئودینامیک یا پدیده‌های سیال در مگنتوسفر مربوط است.

## بنیادها
برای توصیف دینامیک شاره‌ای ژئوفیزیکی، معادله‌هایی برای ماندگاری تکانه حرکت (یا قانون دوم نیوتن) و صرفه‌جویی در انرژی مورد نیاز است.